# Тускар
Тускар — річка в Росії, у Щигровському, Золотухинському й Курському районах Курської області. Права притока Сейму (басейн Дніпра).

## Опис
Довжина річки 108 км, площа басейну 2480 км².

## Розташування
Бере початок у селі Карташовка. Тече переважно на північний захід і на південно-східній околиці міста Курськ впадає у річку Сейм, ліву притоку Десни.
Основні населені пункти вздовж берегової смуги: Шестопалове, Перша Вороб'ївка, Третє Уколове, Волобуєво.